# Juan Alejandro Campas
Juan Alejandro Campas Sánchez (4 de marzo de 1993) es un deportista colombiano que compite en atletismo adaptado. Ganó dos medallas de bronce en los Juegos Paralímpicos de París 2024.

## Palmarés internacional
| Juegos Paralímpicos | Juegos Paralímpicos | Juegos Paralímpicos | Juegos Paralímpicos |
| Año                 | Lugar               | Medalla             | Prueba              |
| ------------------- | ------------------- | ------------------- | ------------------- |
| 2024                | París (Francia)     | Medalla de bronce   | 100 m T38           |
| 2024                | París (Francia)     | Medalla de bronce   | 400 m T38           |